# 平蔵 (市原市)
平蔵（へいぞう）とは、千葉県市原市の南総地区にある大字。郵便番号は290-0524。

## 概要
市原市の南部に位置する。

## 地理
北は水沢、東は長南町、南は米原、西は山小川と吉沢と接する。

## 歴史

### 地名の由来
地名は、承平年間（931年 - 938年）に土橋平蔵政常という者が紀伊国から移って城館を構えたことから来ているという。土橋平蔵の館という平蔵城や、土橋平蔵が創建したという西願寺がある。土橋氏は戦国期まで近隣を支配したという。

### 沿革
近世には、上総国市原郡平蔵村であった。近代には平三村の一部となり、地区には村で唯一の小学校である平三尋常小学校が置かれた（各大字ごとに諸学校が分立した時期もある。平三村参照）。

#### 年表
- 1889年（明治22年） - 町村制実施により平蔵村・米原村・小草畑村が合併、平蔵は平三村の大字となる。
- 1954年（昭和29年） - 牛久町・鶴舞町・戸田村・内田村・平三村が合併し、南総町の一部となる。
- 1967年（昭和42年） - 南総町が併合されたことにより、市原市の一部となる。

## 世帯数と人口
2017年（平成29年）11月1日現在の世帯数と人口は以下の通りである。
| 町丁字 | 世帯数  | 人口  |
| ------ | ------- | ----- |
| 平蔵   | 192世帯 | 445人 |

## 通学区域
市立小学校・市立中学校と県立高等学校の通学区域は以下の通りである。
| 町丁字 | 範囲 | 小学校             | 中学校             | 高等学校 |
| ------ | ---- | ------------------ | ------------------ | -------- |
| 平蔵   | 全域 | 市原市立鶴舞小学校 | 市原市立南総中学校 | 第9学区  |

## 施設

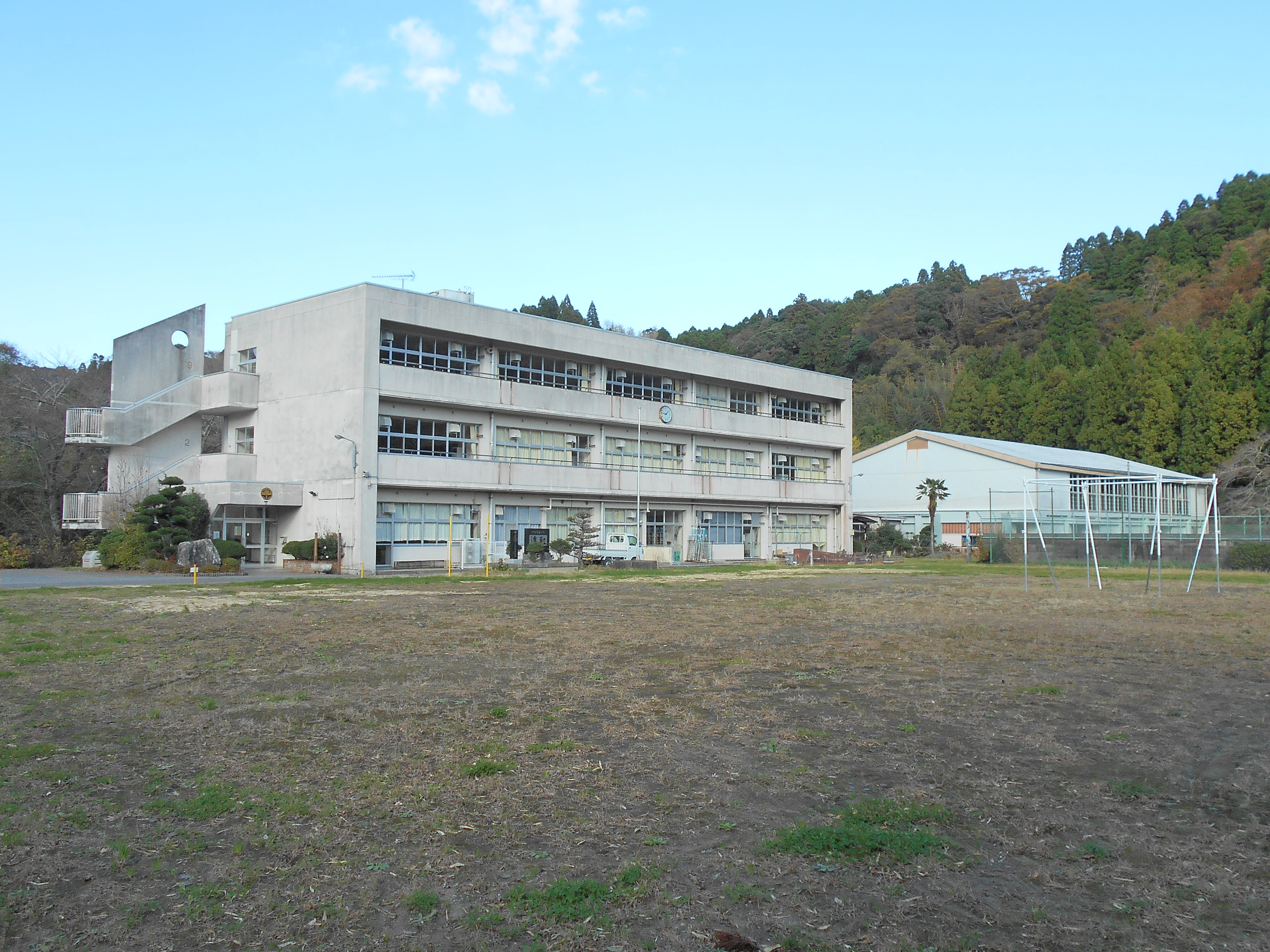
旧平三小学校（廃校後の2017年撮影）。2019年以後は「集い広場へいさん」

- 集い広場へいさん

2016年度に閉校した市原市立平三小学校の校舎を活用し、「旧平三小学校維持管理委員会」により運営されている地域活性化の拠点施設。2019年より「集い広場 へいさん 旧平三小学校」と改称
- 平三簡易郵便局[12]
- 西願寺 (市原市)

## 交通

### 鉄道
大字内に駅はない。

### バス
- 小湊鉄道長南営業所

| 系統    | 経由地           | 行き先     |
| ------- | ---------------- | ---------- |
| 牛05,06 | 堀切、米原       | 大多喜車庫 |
| 牛05,06 | 田尾、市原鶴舞BT | 牛久駅     |

### 道路
- 国道297号（大多喜街道）